# Les Nouvelles Aventures du chat botté
Pour plus de détails, voir Fiche technique et Distribution.
Les Nouvelles Aventures du chat botté (Новые похождения Кота в сапогах, Novye pokhozhdeniya Kota v Sapogakh) est un film soviétique réalisé par Alexandre Rou, sorti en 1958,. Le scénario est basé sur la pièce de théâtre Rires et larmes de Sergueï Mikhalkov qui réunit les éléments des contes Le Maître chat ou le Chat botté de Charles Perrault et L'Amour des trois oranges de Carlo Gozzi.

## Fiche technique
- Scénario : Sergueï Mikhalkov
- Photographie : Igor Chatrov
- Musique : Andreï Volkonski
- Décors : Evgueni Galeï
- Montage : I. Gordon
- Production : Studio Gorki
- Pays : URSS
- Genre : fantasy
- Durée : 83 minutes
- Sortie : 27 mai 1958

## Distribution
- Maria Barabanova : chat botté
- Anatoli Koubatski : Stepan Petrovitch/Ounylio
- Viatcheslav Jarikov : Vania/Karabas
- Olga Gorelova : Liouba
- Irina Asmous : Klava
- Stepan Kaïoukov : Patissone/docteur
- Konstantin Zlobine : Krivello/Vova
- Tamara Nossova : Dvoulitche/Klara
- Gueorgui Milliar : Bouffon
- Lidia Vertinskaïa : La dame de Pique
- Vladimir Volodine : marchand de légumes
- Lev Potiomkine : chef de la garde